# Tilton, New Hampshire
Tilton är en kommun (town) i Belknap County i den amerikanska delstaten New Hampshire med en folkmängd, som uppgår till 3 567 invånare (2010). Orten har fått sitt namn efter industrialisten Nathaniel Tilton.